# Martin Thau
Martin Hansen Thau, född 28 juli 1887, död 8 maj 1979, var en dansk gymnast.
Thau tävlade för Danmark vid olympiska sommarspelen 1912 i Stockholm, där han var med och tog silver i lagtävlingen i svenskt system. 